# Баяндалай (Умнеговь)

 Баяндалай (монг. Баяндалай?, ᠪᠠᠶ᠋ᠠᠨᠳᠠᠯᠠᠢ?, монг. Баяндалай сум?, ᠪᠠᠶ᠋ᠠᠨᠳᠠᠯᠠᠢ
ᠰᠤᠮᠤ?) — сомон монгольского аймака Умнеговь (Южно-Гобийского аймака). Центр сомона — посёлок Далай — расположен в 86 км от административного центра аймака — города Даланзадгад; расстояние до столицы страны Улан-Батора — 770 км
Площадь сомона составляет около 10,750  кв. км. На территории находятся горы Гурвансайхан, Баянцагаан, Зурамтай, Дэн. Поверхность горная, долинная, со степной светло-коричневой почвой. Рек мало. Имеются запасы каменного угля. 
По данным на 2007 год в сомоне насчитывалось 110 тыс. голов скота, на 2010 — 92,657.  
Климат резко континентальный. Средняя температура января составляет –15°C, июля — +25°C. За год в среднем выпадает 100 мм осадков. 
Население — 2,233 человек. На территории сомона имеются школа, больница, культурный и торгово-обслуживающий центры.